# Матейче
Матейче (на македонска литературна норма: Матејче; на албански: Mateçi, Матечи) е село в Северна Македония, в община Липково.

## География
Селото е разположено в западните поли на Скопска Църна гора в областта Жеглигово. Матейче е село от сбит тип. Дели са на махали, чийто брой през 40-те години на ХХ век е 11: Демоларска, Муратска, Шееларска, Цановска, Шабандемска, Шурдовска, Тафречка, Сулдерска, Домовска, Сръбска и Чукар.

## История
В Матейче е разположен манастирът „Успение на Пресвета Богородица“, чиято църква е от XIV век.
Йован Трифуноски пише, че към 70-те години на XVIII век (170 години преди изследването му) в Матейче се заселват първите мюсюлмани, преселили се от Северна Албания - предците на рода Шееларци от племето Краснич и на Цановци от племето Шаля. През първата половина на ХIХ век приема исляма Михаил, родоначалник на рода Домовци.
В 1861 година Йохан фон Хан на етническата си карта на долината на Българска Морава отбелязва Матейци като българско село. В края на XIX век Матейче е предимно албанско село в Кумановска каза на Османската империя. Според статистиката на Васил Кънчов („Македония. Етнография и статистика“) от 1900 година Матейче е село, населявано от 50 жители българи християни, 536 арнаути мохамедани и 52 цигани.
В началото на XX век по данни на секретаря на Българската екзархия Димитър Мишев („La Macédoine et sa Population Chrétienne“) в 1905 година в Матече има 104 християни – българи екзархисти.
По време на българското управление на Вардарска Македония през Първата световна война Матейче е център на община в Кумановска околия и има 1533 жители.
След падането на Вардарска Македония под сръбска окупация в 1912 година в селото са заселени колонисти от Пиротско. Самото население на Пиротско се сърбизира след 1878 г., когато регионът на Пирот за пръв път в историята става дял от сръбска държава. След 1912 година поради заселниците от Сърбия една от махалите на Матейче променя родовото си име Мула Адемска на Сръбска. В 1936 година е направен водопровод с питейна вода от местността Манастирски извор до селото, като в центъра му са издигнати четири чешми.
През 1941 година, по време на българското управление, когато българската власт изселва сръбските колонисти от Вардарска Македония, на хората от Пиротско в Матейче е позволено да останат. Днес те се самопределят като етнически сърби. По това време, Петър Тр. Кръстев е български кмет на Матейче от 4 октомври 1941 година до 17 март 1942 година. След това кметове са Никола Гавр. Гаврилов от Струмица (30 октомври 1942 - 3 май 1943) и Михаил Хараламбов п. Илиев от Айтос (5 ноември 1943 - 21 юли 1944). През 40-те години на ХХ век в селото има 86 рода и 301 къщи. През 1942 година в Матейче функционира клон на Съюза за закрила на децата в България и местна земеделска задруга.
Според преброяването от 2002 година селото има 3394 жители.
| Националност     | Всичко |
| северномакедонци | 17     |
| албанци          | 3012   |
| турци            | 0      |
| роми             | 0      |
| власи            | 0      |
| сърби            | 325    |
| бошняци          | 0      |
| други            | 39     |

## „Успение Богородично“
Основна забележителност на Матейче е манастирът „Успение на Пресвета Богородица“. Разположен е на 1005 метра надморски височина, в югоизточните склонове на Скопска Църна гора, от нейната кумановска страна. Конаците на манастира са обновени и приспособени за престой на туристи. Църквата е изградена и изписана от цар Стефан Душан в средата на XIV век върху основите на по-стара църква.